# ハニー (漫画)
『ハニー』（honey）は目黒あむによる日本の漫画作品。『別冊マーガレット』（集英社）2012年9月号より2015年12月号まで連載された。日本出版販売が主催する「全国書店員が選んだおすすめコミック2014」のランキングで7位にランクインした。単行本全8巻。2015年にドラマCD化され、2018年3月31日に実写映画化された。

## あらすじ
ある雨の日、中学生だった小暮奈緒は道端に座る不良に怯え、傘と絆創膏を置いてその場を去る。そして、高校へ入学して2週間経った日、学校中で不良扱いされ恐れられている鬼瀬大雅に呼び出され、花束を渡され結婚を前提に付き合ってほしいと告白される。鬼瀬は周囲からあらぬ噂を立てられ、さらには入学式当日に上級生を殴り停学にさせられていた。ヘタレな奈緒は、断ろうとするも鬼瀬を恐れて受け入れてしまう。学校へ行く意欲を失う奈緒だったが、同居する叔父の宗介に「一度そいつ自身とちゃんと向き合ってみろ」と諭される。翌日、鬼瀬と共に過ごしていることから奈緒は、学校では皆から避けられるようになる。だが、奈緒は関わっていくうちに鬼瀬の心優しい内面を知り、惹かれていく。
やがて、学校行事の一環である宿泊研修の時期が近づく。研修の班決めでは鬼瀬と奈緒以外中々人が集まらなかったものの矢代かよと、鬼瀬に無理やり連れられた三咲渉と班員になる。渉は皆に対して辛辣に接するも、後に奈緒や鬼瀬達と打ち解け親睦を深めていく。

## 登場人物
小暮 奈緒（こぐれ なお）
情報ビジネス科1年C組→2年D組。両親は6歳の時に他界しており、それ以降は母親の弟の宗介と共に暮らしている。宗介を「宗ちゃん」と呼び慕っており、好意を寄せていたがそれがなおにとっての両親として好きだったことに気付く。料理は不得意である。
鬼瀬 大雅（おにせ たいが）
情報ビジネス科1年D組→2年C組。髪を赤く染めており、目つきの悪さも相まって周囲からは不良と見られ恐れられているが、実際は純粋かつ素直で心優しい性格。戦隊ヒーローのレッドに憧れて髪の色を赤くしている。また、行事前になると染髪している。料理が得意で三咲や矢代からも好評も得ている。母親と歳の離れた兄がいる。
アルコールに滅法弱く、甘酒や洋酒を含む菓子を食しただけでも酔い潰れる。
矢代 かよ（やしろ かよ）
奈緒のクラスメイトの女子生徒。1年C組→2年D組。美人でドS。友達を必要としていなかったが、宿泊研修以降は奈緒たちと過ごす時間が多くなっていく。彼氏がいたが別れた。渉にキスし好きだと自覚する。渉に告白し付き合うことになる。
三咲 渉（みさき あゆむ）
鬼瀬のクラスメイトの男子生徒。1年D組→2年D組。可愛らしい容姿とは裏腹にかなりの毒舌家で、周囲から孤立していた。容姿や名前について弄られたことから彩葉を敵視している。かよに片思いしている。家族構成は両親と姉3人。
宗介（そうすけ）
奈緒の母親の弟。奈緒の両親が他界して以降、奈緒と同居している。
二見 彩葉（ふたみ あやは）
鬼瀬のクラスメイトの男子生徒。1年D組→2年D組。バスケ部。一年エース。
仲の良い女友達は苗字で呼ぶが、奈緒だけ「なおちゃん」と呼ぶ。奈緒の内面に触れるにつれて奈緒に好意をよせる。奈緒に告白するが振られる。
西垣 亮太郎（にしがき りょうたろう）
奈緒と同じ学校の1年。雅と双子の兄。鬼瀬にあこがれている。
西垣 雅（にしがき みやび）
奈緒と同じ学校の1年。亮太郎と双子の妹。
人と話すのは苦手ではないが、頭の中で何を話そうか考えてからじゃないと話せないため話すテンポが遅くて、周りに無視されていると勘違いさせてしまい1人でいる。鬼瀬が好き。

## 書誌情報

### 漫画
- 目黒あむ 『ハニー』 集英社 〈マーガレットコミックス〉、全8巻

| 巻数 | 第1刷発行日付（発売日付）      | 初出                       | ISBN              | 同時収録 |
| ---- | ------------------------------ | -------------------------- | ----------------- | --- |
| 1    | 2013年1月30日（同年1月25日）   | 2012年9月号 - 2013年1月号  | 978-4-08-846882-2 | |
| 2    | 2013年6月30日（同年6月25日）   | 2013年2月号 - 6月号        | 978-4-08-845060-5 | |
| 3    | 2013年11月30日（同年11月25日） | 2013年7月号 - 11月号       | 978-4-08-845131-2 | ハニー Special Edition〜はじめてのおつかい〜 （『マーガレット』2013年12号別冊ふろく『mini マーガレット』） 番外編おまけ〜ヒーローごっこ〜（描きおろし）       |
| 4    | 2014年4月30日（同年4月25日）   | 2013年12月号 - 2014年4月号 | 978-4-08-845196-1 | ハニー Extra Edition〜小さな恋の話〜 （『別冊マーガレットsister』2014年4月増刊春号） おまけマンガ（描きおろし）                                               |
| 5    | 2014年9月30日（同年9月25日）   | 2014年5月号 - 9月号        | 978-4-08-845267-8 | |
| 6    | 2015年2月28日（同年2月25日）   | 2014年10月号 - 2015年2月号 | 978-4-08-845349-1 | おまけマンガ（描きおろし） |
| 7    | 2015年7月29日（同年7月24日）   | 2015年3月号 - 7月号        | 978-4-08-845419-1 | |
| 7    | 2015年7月29日（同年7月24日）   | 2015年3月号 - 7月号        | 978-4-08-908242-3 | ドラマCD同梱版 |
| 8    | 2015年12月30日（同年12月25日） | 2015年8月号 - 12月号       | 978-4-08-845502-0 | シュガー（『別冊マーガレット』2012年6月号別冊ふろく『別マTWO』vol.1） おまけの4コマ-おさけとぼくら-（描きおろし） おまけの4コマ-かぞくとぼくら-（描きおろし） |

### 単行本未収録作品
- ReReハニ〜SOS大作戦〜（南塔子『ReReハロ』との合作[8][9]。『別冊マーガレット』2013年9月号、『別冊マーガレット』2014年2月号別冊ふろく『BETSUMA 50TH ANNIVERSARY SPECIAL TRIBUTE Vol.2』）
- ハニー番外編[10]（『別冊マーガレット』2018年4月号）

## ドラマCD
2015年2月にドラマCD化が発表され、奈緒の配役が発表された。同年3月に宗介、かよ、渉役の各配役が発表され、鬼瀬大我の配役は同年4月に発表された。単行本7巻同梱版に付属する。

### キャスト（ドラマCD）
- 小暮奈緒 - 戸松遥
- 鬼瀬大我 - 宮野真守
- 矢代かよ - 内山夕実
- 三咲渉 - 下野紘
- 宗介 - 細谷佳正
- 二見彩葉（ボーナストラックのみ） - 小野賢章

## 映画
2018年3月31日に公開された。
2018年9月26日にBlu-rayとDVDリリース。

### キャスト（映画）
- 鬼瀬大雅：平野紫耀（King & Prince）[4]
- 小暮奈緒：平祐奈[4]
- 三咲渉：横浜流星[16]
- 矢代かよ：水谷果穂[17]
- 西垣雅：浅川梨奈（当時SUPER☆GiRLS）[17]
- 権瓦郁巳：佐野岳[17]
- 南野葵：臼田あさ美
- 鬼瀬香緒里：中山忍
- 小暮宗介：高橋優[18]
- 坂田聡、森本のぶ、吉田志織、松永博史、高村凛、山崎カズユキ、桜まゆみ、未来弥、鷲田詩音、吉田晴登、筧礼、小川拓哉、吉越拓矢 ほか

### スタッフ（映画）
- 原作：目黒あむ「honey」（集英社マーガレットコミックス刊）
- 監督：神徳幸治[4]
- 脚本：山岡潤平[4]
- 音楽：深澤恵梨香
  - ストリングス：室屋光一郎
- 主題歌：Sonar Pocket「108〜永遠〜」[19]（ワーナーミュージック・ジャパン）
- 製作：村松秀信、亀山慶二、村田嘉邦、木下直哉、間宮登良松、木下暢起、森川真行、片岡尚
- エグゼクティブプロデューサー：西新、松本整
- Coエグゼクティブプロデューサー：佐々木基
- 企画プロデューサー：森川真行、柳迫成彦
- プロデューサー：成瀬保則、遠藤祐磨、八木征志、石塚清和
- 音楽プロデューサー：石井和之、野口智
- 撮影：清久素延（J.S.C.）
- 照明：三善章誉
- 録音：石貝洋
- 美術：磯田典宏
- 助監督：高杉考宏
- 編集：下田悠
- VFXスーパーバイザー：小坂一順
- アクションコーディネーター：小原剛（補佐：金子起也）
- タイトル・エンドロールアート：大槻彩乃
- スタジオ：東映東京撮影所
- 配給：東映、ショウゲート
- 制作プロダクション：ファインエンターテイメント
- 製作：「honey」製作委員会（東映、テレビ朝日、博報堂DYミュージック&ピクチャーズ、木下グループ、東映ビデオ、集英社、ファインエンターテイメント）

### 小説
- 原作:目黒あむ、著:下川香苗 『映画ノベライズ honey』 〈集英社オレンジ文庫〉、全1巻
  - 2018年2月20日発売[集 9]、ISBN 978-4-08-680180-5
- 原作:目黒あむ、著:はのまきみ、脚本:山岡潤平 『honey 映画ノベライズ みらい文庫版』 〈集英社みらい文庫〉、全1巻
  - 2018年2月23日発売[集 10]、ISBN 978-4-08-321422-6

### Blu-ray/DVD
- 通常版 DVD (2018年9月26日、DSTD-20110)
- 豪華版 Blu-ray/DVD (2018年9月26日、BSTD-20118 / DSTD-20118)
  - 初回特典：スペシャルパッケージ仕様、フォトカードセット
  - ボーナスDVD：メイキング、ほぼ未公開!平野紫耀・高橋 優お弁当対決メイキング、完成披露試写会直前スペシャルイベント、完成披露試写会舞台挨拶、公開記念鬼キュン イベントin大阪、カップル限定試写会舞台挨拶、公開初日舞台挨拶、鬼キュン ヒット御礼舞台挨拶、鬼キュン キャラクター動画